# 東京都道・神奈川県道111号大田神奈川線
東京都道・神奈川県道111号大田神奈川線（とうきょうとどう・かながわけんどう111ごうおおたかながわせん）は、東京都大田区から神奈川県横浜市神奈川区に至る一般都道・県道である。

## 概要
- 起点：東京都大田区下丸子（下丸子交差点）
- 終点：神奈川県横浜市神奈川区子安通（京浜子安駅入口交差点）

## 歴史
- 旧道路法により、矢上神奈川線として現在の越路交差点付近から終点までの区間が神奈川県道として指定されていた[1][2]。
- 1960年（昭和35年）4月1日：「神奈川県告示第百七十六号」により、一般県道大田神奈川線に指定される。
- 1960年（昭和35年）6月：現在のガス橋が完成。
- 1961年（昭和36年）3月15日：「東京都告示第二百三十一号」により、一般都道大田神奈川線に指定される。
- 2009年（平成21年）12月25日：「横浜市告示第四百四十八号」により、大口通交差点から京浜子安駅入口交差点までの不通解消は行わないことが決定。

## 路線状況

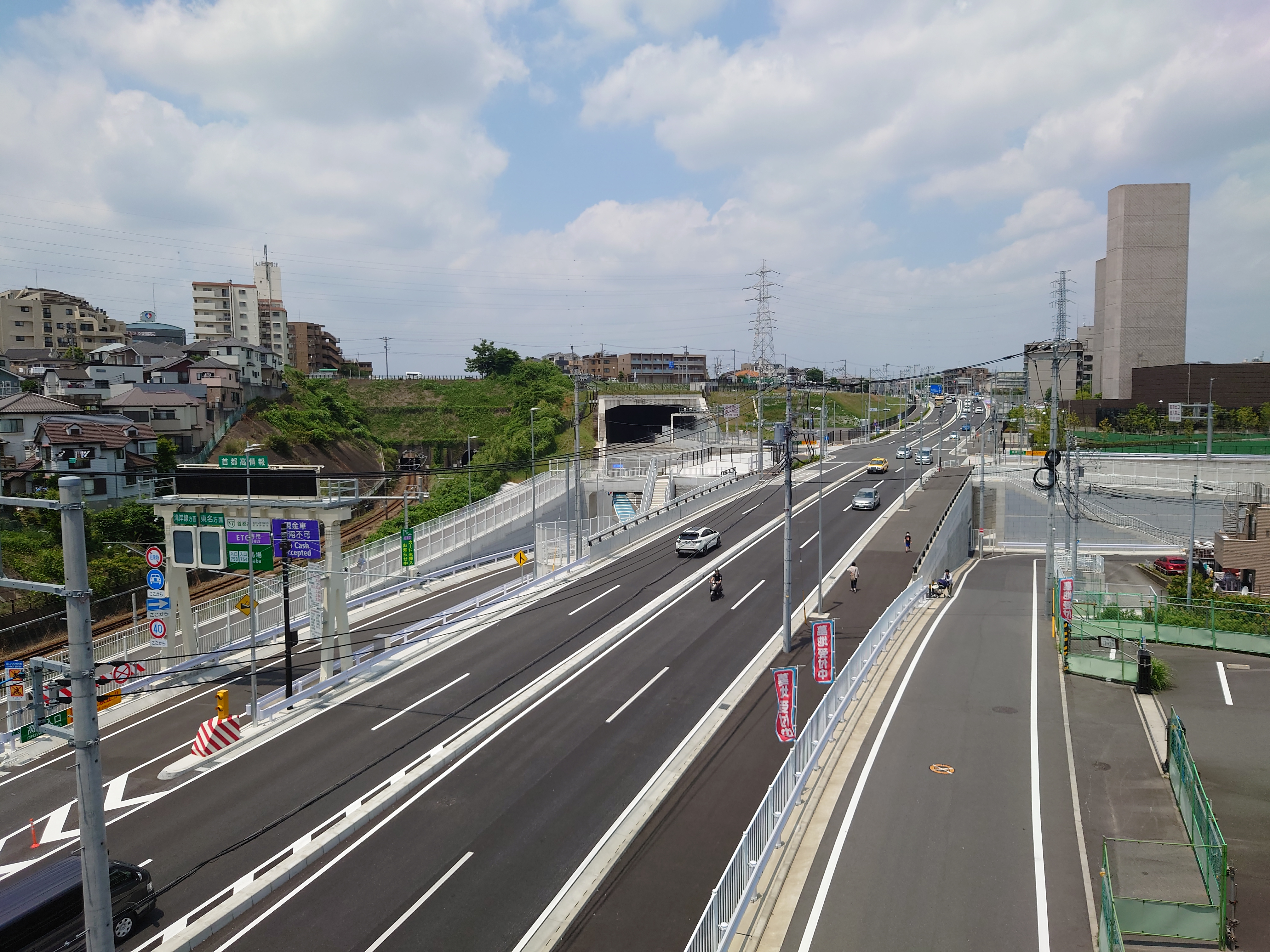
首都高速神奈川7号横浜北線馬場出入口付近（2021年5月）。右手に伸びる側道が狭隘区間である。

ほぼ全線が対面通行2車線の道路であり、横浜市鶴見区馬場に狭隘区間が存在し、京急子安駅付近のJR線を横断する区間が不通である。
この不通区間は、都市計画道路（横浜国際港都建設計画道路3・6・6大口線）として計画されていたが、周辺道路のネットワークで当該路線の交通機能を代替することができること等から、大口線の大口通交差点から京浜子安駅入口交差点の区間が廃止された。なお、この不通区間付近に歩行者等の地下道が通じている。
上平間交差点（南武沿線道路）と矢上交差点北400メートルの交差点（尻手黒川道路）との間を改良する都市計画は存在するが、具体化されていない。この区間にあるJR東日本南武線との踏切（平間駅前踏切）は遮断時間が長く、いわゆる開かずの踏切となっている。

### 通称
- ガス橋通り（ガス橋交差点 - 矢上交差点）
- 尻手黒川道路（矢上交差点 - 越路交差点）
- 鶴見獅子ヶ谷道路（環2駒岡交差点 - 獅子ヶ谷交差点）

### 重複区間
- 神奈川県道14号鶴見溝ノ口線（矢上交差点 - 越路交差点）
- 横浜市主要地方道85号鶴見駅三ツ沢線（内路交差点 - 松見町交差点）

### 道路施設
- ガス橋（多摩川）
- 鷹野大橋（鶴見川）
- 御幸跨線橋（JR横須賀線との立体交差）

## 地理

### 通過する自治体
- 東京都
  - 大田区
- 神奈川県
  - 川崎市（中原区 - 幸区） - 横浜市（鶴見区 - 神奈川区）

### 交差する道路
| 交差する道路                                                     | 交差場所 | 交差場所 | 交差場所 | 交差場所             |
| ---------------------------------------------------------------- | -------- | -------- | -------- | -------------------- |
| 東京都道11号大田調布線                                           | 東京都   | 大田区   | 大田区   | 下丸子交差点         |
| 旧東京都道424号大師橋瓦斯橋線                                    | 東京都   | 大田区   | 大田区   | ガス橋交番前交差点   |
| 川崎市主要地方道幸多摩線/多摩沿線道路                            | 神奈川県 | 川崎市   | 中原区   | ガス橋交差点         |
| 川崎市道川崎駅丸子線 / 南武沿線道路                              | 神奈川県 | 川崎市   | 中原区   | 上平間交差点         |
| 国道409号 / 府中街道                                             | 神奈川県 | 川崎市   | 中原区   | 平間駅入口交差点     |
| 神奈川県道14号鶴見溝ノ口線 / 尻手黒川道路                        | 神奈川県 | 川崎市   | 幸区     | 矢上交差点           |
| 神奈川県道14号鶴見溝ノ口線 / 尻手黒川道路                        | 神奈川県 | 川崎市   | 幸区     | 越路交差点           |
| 神奈川県道140号川崎町田線                                        | 神奈川県 | 横浜市   | 鶴見区   | 駒岡交番前交差点     |
| 横浜市道環状2号線                                                | 神奈川県 | 横浜市   | 鶴見区   | 環2駒岡交差点        |
| 鶴見獅子ヶ谷道路                                                 | 神奈川県 | 横浜市   | 鶴見区   | 獅子ヶ谷交差点       |
| 首都高速神奈川7号横浜北線 馬場出入口                             | 神奈川県 | 横浜市   | 鶴見区   |                      |
| 横浜市道大田神奈川線                                             | 神奈川県 | 横浜市   | 神奈川区 |                      |
| 横浜市主要地方道85号鶴見駅三ツ沢線 / 水道道 横浜市道大田神奈川線 | 神奈川県 | 横浜市   | 神奈川区 | 内路交差点           |
| 横浜市主要地方道85号鶴見駅三ツ沢線 / 水道道                      | 神奈川県 | 横浜市   | 神奈川区 | 松見町交差点         |
| 国道1号 / 第二京浜                                               | 神奈川県 | 横浜市   | 神奈川区 | 大口通交差点         |
| 国道15号 / 第一京浜                                              | 神奈川県 | 横浜市   | 神奈川区 | 京浜子安駅入口交差点 |